# Махмут Бакали
Махмут Бакали (алб. Mahmut Bakalli; Ђаковица, 19. јануар 1936 — Приштина, 14. април 2006), друштвено-политички радник СФР Југославије, СР Србије и САП Косова.

## Биографија
Махмут Бакали рођен је 19. јануара 1936. године у Ђаковици. Члан Савеза комунистичке омладине Југославије постао је 1948, а члан Савеза комуниста Југославије 1957. године.
Био је на разним партијским дужностима:
- секретар Основне организације Савезне комисије ЈАТ-а у Београду
- секретар Фабричког комитета СК у призренској текстилној индустрији
- председник Општинског комитета Савеза омладине у Призрену
- председник Покрајинског комитета Савеза омладине Косова
- члан Председништва Савеза омладине Србије
- члан Централног комитета Савеза омладине Југославије
- секретар Општинског комитета СК у Приштини
- члан Централног комитета Савеза комуниста Србије
- од 28. јуна 1971. до 6. маја 1981. године председник Покрајинског комитета Савеза комуниста Косова
- члан Председништва Централног комитета СКЈ
- од 1974. године члан Председништва Централног комитета СК Србије

Основну школу и нижу гимназију завршио је у Ђаковици. Средњу техничку школу завршио је у Косовској Митровици, а Високу школу политичких наука у Београду где је и магистрирао. Радио је као доцент на Филозофском факултету Приштинског универзитета, предавао предмет Социологију. Учествовао је на више научних скупова, а штампао и неколико научних и публицистичких радова из области друштвених наука. За председника Покрајинског комитета СК Косова изабран је 28. јуна 1971. године, заменивши на тој функцији Вели Деву, који је на лични захтев разрешен дужности.
Након почетка албанских демонстрација марта 1981. године, на седници Покрајинског комитета СКЈ Косова, 6. маја 1981. поднео је оставку на место председника Председништва СК Косова због осећаја личне одговорности за пропусте у раду СК Косова. Након тога искључен је из СКЈ и наставио да ради као секретар Покрајинске заједнице за научни рад у Приштини, одакле је отишао у пензију.
Од 2001. године био је члан Скупштине Косова и Метохије. Радио је и као саветник премијера Агима Чекуа. Године 2002. био је први сведок на Међународном кривичном суду за бившу Југославију у процесу против Слободана Милошевића.
Преминуо је од рака плућа 14. априла 2006. године у Приштини.
Одликован је Орденом братства и јединства са златним венцем, Орденом за војне заслуге са златним мачевима и осталим високим одликовањима СФРЈ.